# Illerrieden
Illerrieden település Németországban, azon belül Baden-Württembergben. Lakosainak száma 3382 fő (2023. december 31.). Illerrieden Vöhringen, Schnürpflingen és Staig községekkel határos.

## Népesség
A település népessége az elmúlt években az alábbi módon változott:
| Lakosok száma | 2546 | 3278 | 3323 | 3373 | 3375 | 3382 |
|               | 1975 | 2017 | 2019 | 2021 | 2022 | 2023 |